# 阿梅
阿梅（おうめ、慶長4年（1599年）または慶長9年（1604年） - 延宝9年12月8日（1682年1月16日））は、江戸時代前期の女性。真田信繁の三女。仙台藩家臣片倉重長の継室。

## 略歴
真田信繁の三女。母は高梨内記の娘、または大谷吉継の娘・竹林院とする説もある。信濃で生まれる。通説では、享年78から慶長9年（1604年）生まれとされているが、信繁の九度山時代の生まれとなってしまい、信濃で生まれたとする『左衛門佐君伝記稿』の記述と一致しない。菩提寺の当信寺の位牌には享年83とあり、この場合慶長4年（1599年）生まれとなって、信繁が信濃上田城にいた頃の誕生となる。
慶長19年（1614年）、父・信繁に従い大坂城に入城する。翌慶長20年（1615年）5月の大坂夏の陣で大坂城が落城すると、その後の混乱で仙台藩の家臣・片倉重長の兵に乱取りされ、同家の侍女として召し抱えられる。後に信繁の娘であることが判明し、元和6年（1620年）に重長の側室となり、正室が死去すると継室に収まった。この経緯については、落城の混乱に際して乱取りされたという話と、信繁が片倉重長を見込んで託したという話がある（後述）。
重長は阿梅を滝川某の養女にする手続を踏んでから正式な妻としたといい、信繁の妹婿・滝川一積の養女となり、滝川家から片倉家へ嫁いだという説がある。信繁の姉婿・小山田茂誠が養女に迎えて、小山田家から片倉家へ嫁いだという説もある。重長が継室とするに際して、真田信繁の娘であることを隠すために工作を依頼したことは十分に考えられる。
その後、弟の大八（片倉守信）、妹の阿菖蒲（片倉定広室）も、姉の縁により片倉家に身を寄せた。重長との間に子は生まれず、前妻の娘の子・景長を養子とした。
慶安元年（1648年）、阿梅は白石城下に月心院を建立し、父の菩提を弔った。功徳山当信寺（浄土宗）においても、父・信繁と竹林院の供養を行っている。
阿梅は延宝9年に没した。法名は泰陽院殿松源寿清大姉。片倉氏2代の菩提寺である当信寺に墓所があり、如意輪観音像を墓標としたものであるが、墓石を削った粉を飲めば歯痛に効くという迷信が広まり、原型を留めていない。

## 片倉重長の妻になる経緯
大坂夏の陣において片倉重長が阿梅を連れ帰った経緯については、落城時に乱取り（生け捕り）したとするものと、信繁に託されたとするもの、2つの伝承がある。
- 『片倉代々記』によると、阿梅は大坂城の落城に際して片倉重長が戦場で得た、つまり乱取りされたという。当初は出自が分からず、侍女として召し使っていたが、その後真田信繁の娘と分かり、後に継室に迎えたという[7]。『白川家留書』にも乱取りされたとある。

託されたとする話は、俗伝であるが、内容はおおよそ以下の通りである。
- 慶長20年5月6日の誉田の戦いにおいて、伊達隊の先鋒であった片倉重長は、真田隊と激しく戦った。その時の武者ぶりが敵ながら天晴れであるというので、信繁が重長を見込んで、落城の前に阿梅らを送り届けてきたというのである[8][7]。

これは片倉家の初代と2代についての話をまとめた『老翁聞書』にある話が元になっており、そこでは以下のように書かれている。
阿梅は身分を名乗らずに自主的に投降しただけだが、この偶然を片倉の武名により信繁が託したと人々が都合の良いように解釈したということのようである。
戦中に負傷したとして落城より先に離脱、本願寺の下間氏との血縁により、京都の西本願寺にて潜伏療養していた幸村家臣の三井景国がいる。この三井の家臣であった我妻佐渡と西村孫之進の護送により、戦後に京都の片倉家の屋敷（当時は重綱が療養中）に四女お弁、七女おかね、八女(名前不明)、そして次男大八が送り届けられた、とする話も残る。三井景国はその後も京に留まり、1619年になって白石の片倉家へ赴き庵原元鄰と共に仙台藩に仕え、守信の家臣となっている。また、片倉家領内に我妻佐渡の墓石も確認されている。この護送が史実通りなら、阿梅も乱取りによる偶然ではなく、計画通りに片倉家に送り込まれたと考えられる。

## 登場する作品
テレビドラマ
- 独眼竜政宗 - 昭和62年（1987年）、NHK大河ドラマ、演：瀬岡裕子
- 真田丸 - 平成28年（2016年）、NHK大河ドラマ、演：斎藤さくら→大出菜々子

ゲーム
- 『戦国大戦』（2015年、セガ・インタラクティブ、アーケードゲーム、声：金元寿子）

楽曲
- 『時の花』さくらゆき（阿梅イメージ曲／作詞：小栗さくら、作曲：小池勝彦）